# Raul Bernardo
Raul Bernardo Nelson de Senna (Belo Horizonte, 21 de agosto de 1931 - Brasília, 27 de outubro de 2013) foi um político brasileiro do estado de Minas Gerais.
Ingressou no serviço público brasileiro em 1952 como cadete do exército e se formou pelo Centro de Preparação de Oficiais da Reserva de Belo Horizonte. Desde então ocupou diversas funções, entre elas, a de diretor de turismo e divulgação de Brasília, assistente jurídico do então prefeito do Distrito Federal para assuntos administrativos e econômicos, além de ocupar outras funções públicas em Minas Gerais. Foi também Procurador-Geral do Tribunal de Contas do Distrito Federal, em 1960 e presidente da extinta Rede Ferroviária Federal S/A. Na carreira política, teve três mandatos como deputado federal por Minas Gerais e um como deputado estadual na Assembleia Legislativa do estado de Minas Gerais na 6ª legislatura (1967 - 1971), pela ARENA, eleição na qual conseguiu o maior número de votos na legenda em 1966, 30.580, cargo do qual licenciou-se para ocupar o cargo de Secretário de Estado de Governo de Minas Gerais, ainda em 1967. Como jornalista trabalhou no Jornal Tribuna de Minas e O Diário, ambos em Belo Horizonte/MG. Ocupou, também, a função de Diretor da Imprensa Oficial do Estado de Minas Gerais. É autor do "A Ideia Política", publicado em 1969.
Foi um dos 113 deputados ausentes na votação da Emenda Dante de Oliveira em 1984 que  propunha Eleições Diretas para Presidência da República, faltaram vinte e dois votos para a emenda ser aprovada.